# Kyaunkpyu District
Kyaunkpyu District är ett distrikt i Myanmar.   Det ligger i regionen Rakhinestaten, i den sydvästra delen av landet, 220 km väster om huvudstaden Naypyidaw.